# .kg
.kg (Inglês: Kyrgyzstan) é o código TLD (ccTLD) na Internet para o Quirguistão.